# Дели, Симон
Симо́н Дезире́ Сильваню́с Дели́ (фр. Simon Désiré Sylvanus Deli; род. 27 октября 1991, Кот-д’Ивуар) — ивуарийский футболист, защитник клуба «Адана Демирспор» выступающий на правах аренды за «Истанбулспор». Игрок сборной Кот-д’Ивуара.

## Клубная карьера
Дели начал карьеру на родину в клубе «Африка Спорт». В 2012 году его заметили скауты пражской «Спарты» и пригласили в команду. Летом 2013 года для получения игровой практики он на правах аренды выступал за «Динамо» из Ческе-Будеёвице во Второй лиге Чехии. В 2014 года Симон вновь был отдан в аренду, его новым клубом стал «Пршибрам». 28 октября в матче против пражской «Дуклы» он дебютировал в Гамбринус лиге.
В начале 2015 года Дели перешёл в пражскую «Славию». 21 февраля в матче против «Слована» он дебютировал за новую команду. 16 августа в поединке против «Высочины» Симон забил свой первый гол за «Славию». В 2017 году он помог клубу выиграть чемпионат.

## Международная карьера
26 марта 2015 года в матче товарищеском матче против сборной Анголы Дели дебютировал за сборную Кот-д’Ивуара.
В 2017 году Симон принял участие в Кубке Африки в Габоне. На турнире он сыграл в матчах против команд ДР Конго и Марокко.

## Достижения
Командные
 «Славия» (Прага)
- Чемпионат Чехии по футболу — 2016/17, 2018/19, 2020/21
- Кубок Чехии по футболу — 2017/18, 2018/19, 2020/21